# Kolej przemysłowa

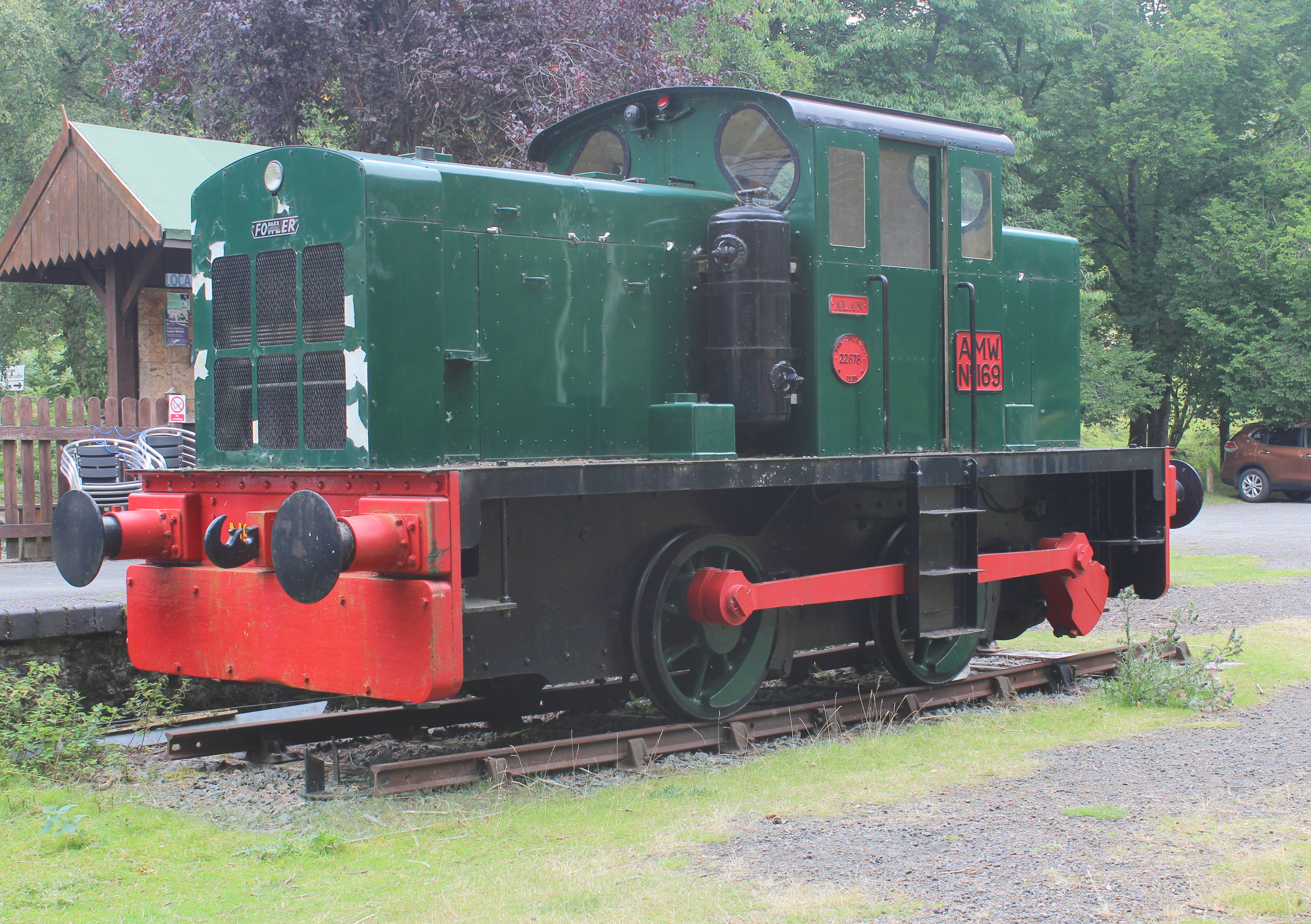
Brytyjska lokomotywa przemysłowa spalinowa (1939) używana do produkcji wojennej.

Kolej przemysłowa – kolej stosowana do transportu wewnątrz- lub międzyzakładowego we wszelkich branżach przemysłu, od połowy XX w. wypierana często przez transport bezszynowy i samochodowy. Najsilniejszą pozycję kolej przemysłowa uzyskała w przemyśle wydobywczym. W zależności od skali zadań przewozowych (odległości, masy pociągów) stosuje się szerokie spektrum rozstawów szyn i dopuszczalnych obciążeń osi taboru. Szczególnym rodzajem kolei przemysłowej jest kolej dołowa, stosowana szeroko w górnictwie węgla kamiennego i rud żelaza.
Podział:
- Kolej leśna
- Kolej parkowa
- Kolej polowa
- Kolej cukrownicza
- Kolej cegielniana
- Kolej torfowa
- Kolej folwarczna
- Kolej górnicza
  - Kolej dołowa
- Kolej wojskowa
- Kolej zakładowa

## Organizacje
W wielu krajach działają organizacje miłośników kolei przemysłowych i muzea.

### Polska
Koleje przemysłowe, głównie wąskotorowe, ale również normalnotorowe powstawały od początku historii kolei. Początkowo ich rozwój był szybszy niż kolei publicznych/państwowych. Po II wojnie światowej, mimo upaństwowienia większości linii kolejowych, nastąpił rozwój kolei piaskowych na Śląsku oraz linii górniczo-hutniczych. W latach 80. nastąpił regres kolei przemysłowych, natomiast na początku lat 90. przewoźnicy przemysłowi ograniczyli się tylko do pracy manewrowej wewnątrz zakładów i obsługi bocznic zakładowych.

### Wielka Brytania
- The Industrial Railway Society
- Ayrshire Railway Preservation Group utrzymująca Scottish Industrial Railway Centre
- Industrial Locomotive Society

### Australia
- Light Railway Research Society of Australia

### Niemcy
- Rheinisches Industriebahn-Museum

### Czechy
- Muzeum Kolei Mladějov na Moravě
- Solvayovy lomy